# كلايد هنري هاميلتون
كلايد هنري هاميلتون (بالإنجليزية: Clyde H. Hamilton)‏ هو محامي وقاضي أمريكي، ولد في 8 فبراير 1934 في إديغفيلد في الولايات المتحدة.